# Wurzerhof

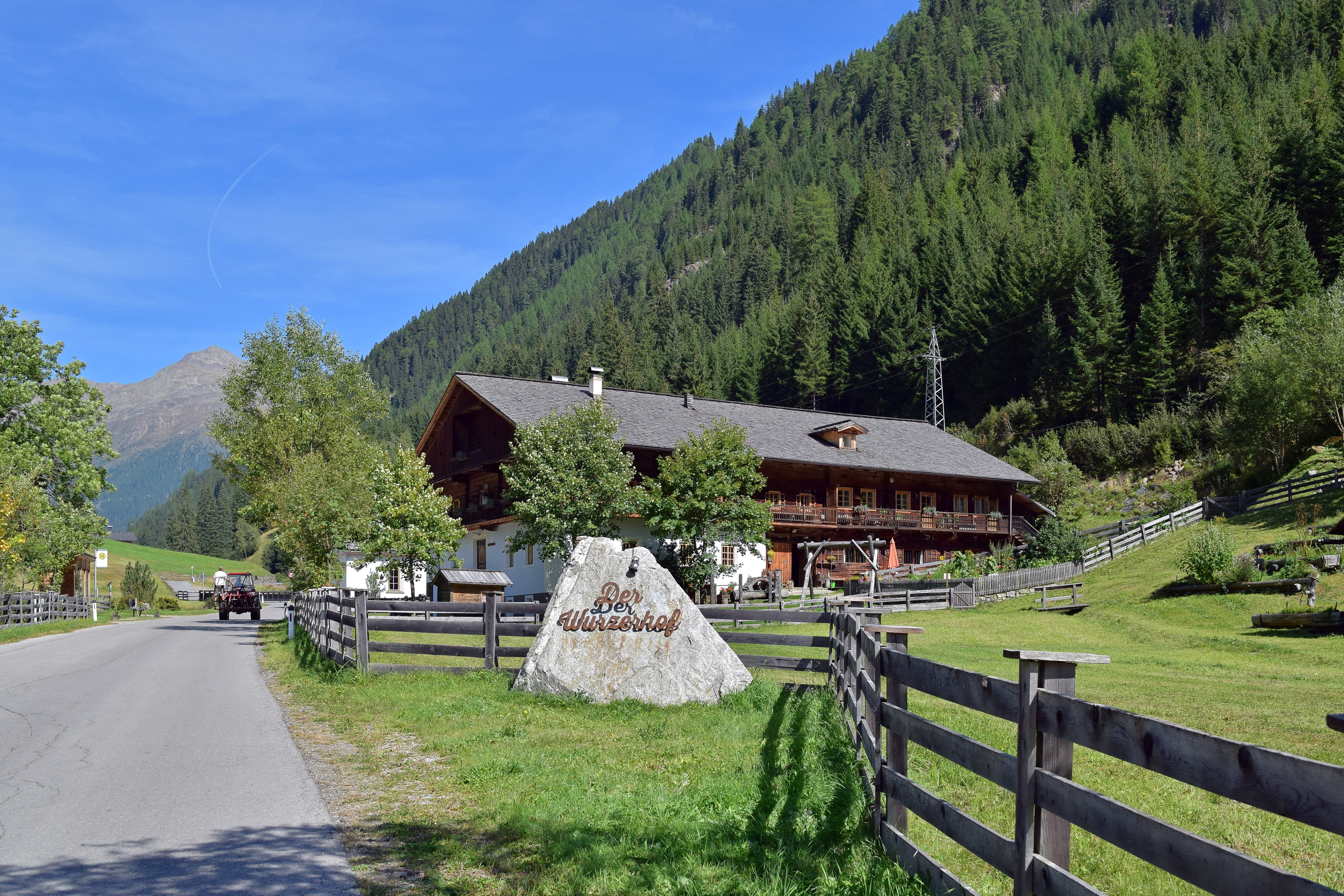
Wurzerhof

Der Wurzerhof steht am Talboden des Winkeltals in der Gemeinde Außervillgraten im Bezirk Lienz im Bundesland Tirol. Der Hof dient nach wie vor der Land- und Forstwirtschaft sowie als Feriendomizil und als Museum. Das Bauensemble  steht seit 2001 unter Denkmalschutz (Listeneintrag).

## Geschichte
Die Hofanlage ist seit 1433 urkundlich belegt. 1545 scheint ein „Hanns Wurz“ in der Pustertaler Steuerbeschreibung auf, zinspflichtig gegenüber der Herrschaft Heinfels. 1628 bestand der Hof aus einer Feuer- und Futterbehausung mit Mühlanteil. Als der Hof 1780 geteilt wurde, bestand die Hälfte des Joseph Wurzer aus „ganzem Feuer- und Futterhaus, Kasten, Säge und Recht in der Wurzmühle“. 1882 wurde die durch ein Hochwasser zerstörte Hofanlage neu errichtet und ist bis heute fast unverändert erhalten. In früherer Zeit lebten und arbeiteten 20 bis 30 Menschen auf dem Hof.

## Gebäude

### Einhof

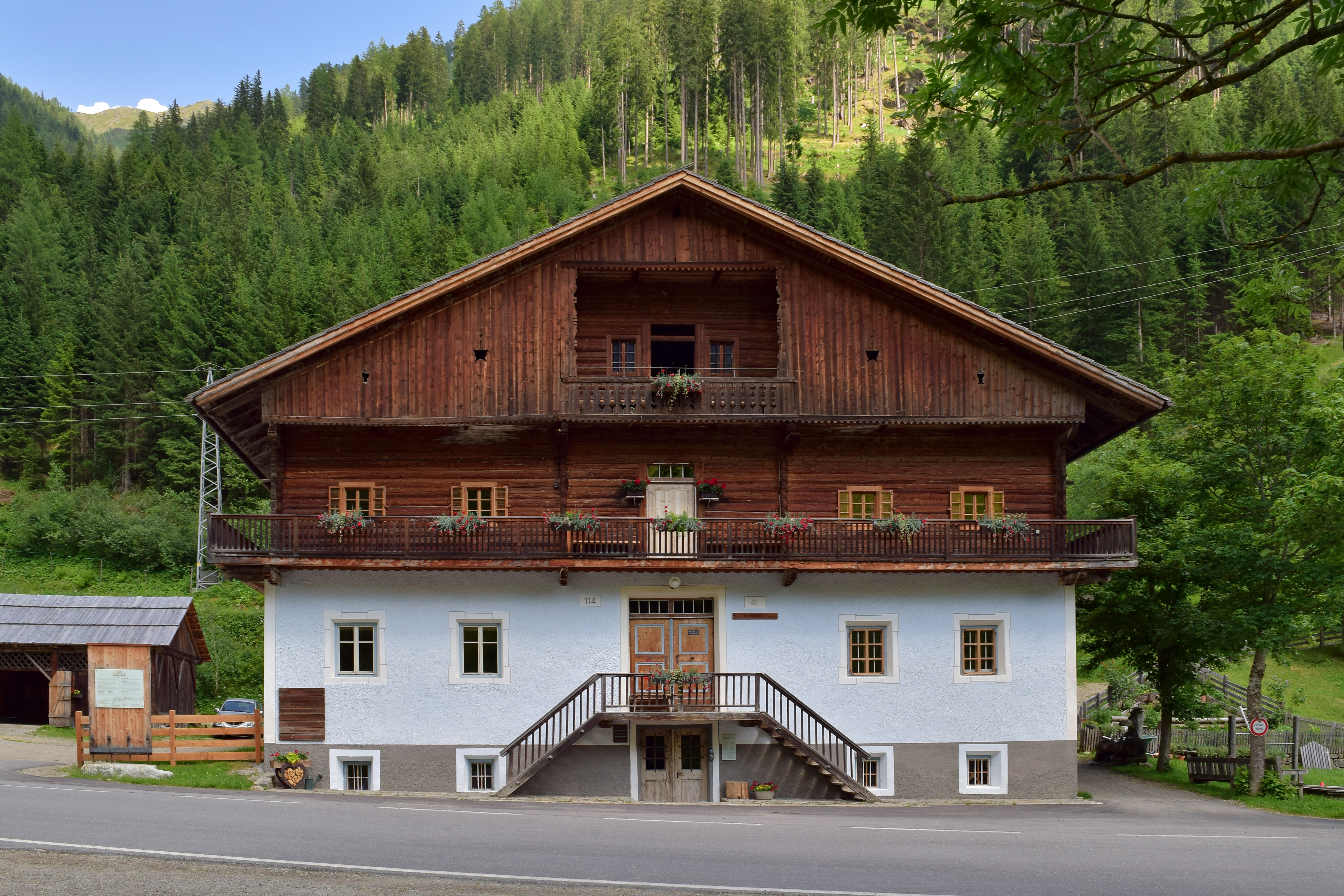
Straßenseitiger Wohnteil des Alpinen Einhofs

Der stattliche quergeteilte Alpine Einhof unter einem normal zur Talachse ausgerichteten mit Lärche geschindelten Satteldach ist zweigeschoßig. Der Wohnbereich mit einem Mittelflurgrundriss befindet sich in der vorderen Gebäudehälfte, daran angrenzend kommt eine firstunterquerende Hofdurchfahrt zum dahinterliegenden hangseitigen Stall. Die Giebelseite zur Durchfahrtsstraße zeigt sich symmetrisch fünfachsig mit einem umlaufenden Balkon im Obergeschoß und einem teils verschalten Giebelbalkon. Eine hölzerne zweiflügelige Freitreppe führt zum mittigen zweiflügeligen Rechteckportal des gemauerten Erdgeschoßes des Wohntraktes, direkt darunter führt eine Steintreppe in den Arbeitskeller (Machlkammer), mit einer Hausschmiede mit Esse, einem Backofen, einer Vorratskammer und einer Werkstatt für Schuster- und Tischlerarbeiten.

### Waschküche/Selche
Nach dem Ersten Weltkrieg wurden Waschmittel aus Aschenlauge und selbst hergestellter Seife produziert. 2004/2005 wurde die Waschhütte mit kombinierter Selchkammer mit Unterstützung des Villgrater Heimatpflegevereins renoviert und wird seither wieder zum Selchen von hauseigenem Speck und Würsten verwendet.

### Säge
1773 wurde zum Wurzerhof eine Sägemühle urkundlich genannt. Die heutige Sägemühle wurde 1876 direkt am Winkeltalbach erbaut. Zwei Holzknechte arbeiten dort fast rund um die Uhr. Die geschnittenen Bretter wurden mit Pferdefuhrwerken bis nach Venedig geliefert. Unrentable Preise führten zu großen Stehzeiten. 1952 wurden die Antriebsräder bei einem Hochwasser weggerissen, weshalb die Säge elektrifiziert wurde. Bis zu den Hochwassern 1965 und 1966 hatte die Säge ein Venezianergatter, schnitt also nur mit einem Sägeblatt. Es wurde ein sogenanntes Registergatter eingebaut und in einem Arbeitsgang konnte ein ganzer Baumstamm zu Brettern geschnitten werden. Anfang des 21. Jahrhunderts wurde die alte Säge – bis auf den Elektromotor – komplett restauriert und als Venezianergattersäge wiederhergestellt.
Heute (2022) wird die Säge für Spezialwaren und Speziallängen verwendet, die in erster Linie für denkmalgeschützte Objekte benötigt werden.

### Hofkapelle

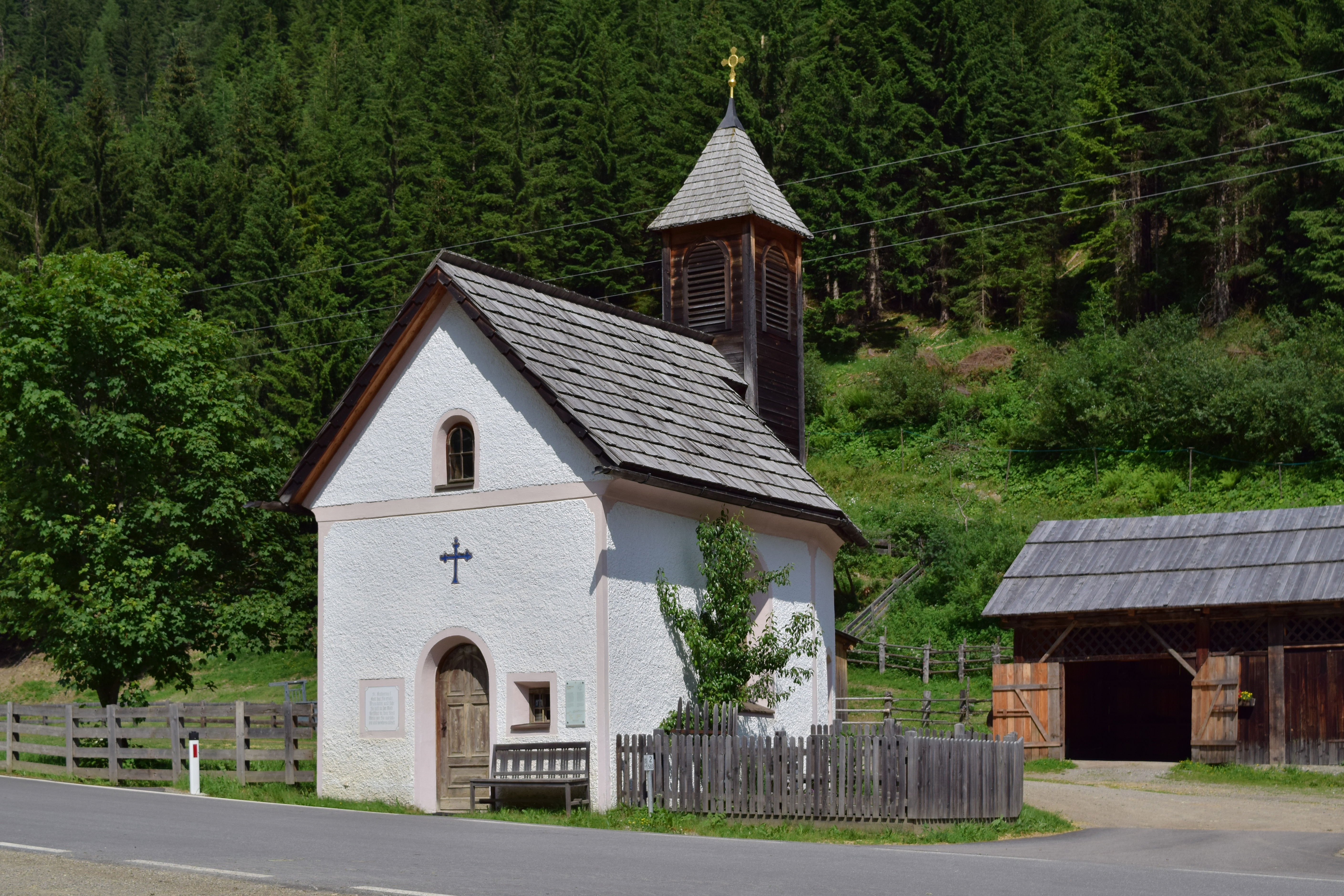
Hofkapelle

Die Kapelle von 1675 wurde 1882 durch ein Hochwasser zerstört und danach wieder aufgebaut. Josef Leiter, der heutige Besitzer des Wurzerhofs, hat 2004/2005 die Kapelle renoviert.
Der einfache Kapellenbau trägt über dem Chor einen Dachreiter. Der einfache Altar aus dem 19. Jahrhundert zeigt ein Mariahilf-Bild.
Kunsthistorische Bedeutung hat die Kapelle bezüglich der zwei spätgotischen Altarflügel hl. Georg und hl. Martin mit der Mantelspende. Die Bilder befanden sich ursprünglich in der Pfarrkirche Innervillgraten und kamen gegen Ende des 19. Jahrhunderts in die Hofkapelle. 1974 wurden die Bilder aus Sicherheitsgründen in das Bauernhaus verlegt und später an einen Altwarenhändler in Lienz verkauft. Inzwischen wurden die Bilder von der Landesgedächtnisstiftung Tirol erworben und der Gemeinde Außervillgraten als Leihgabe übergeben. In der Hofkapelle befinden sich fotografische Kopien der Bilder.

### Mühle

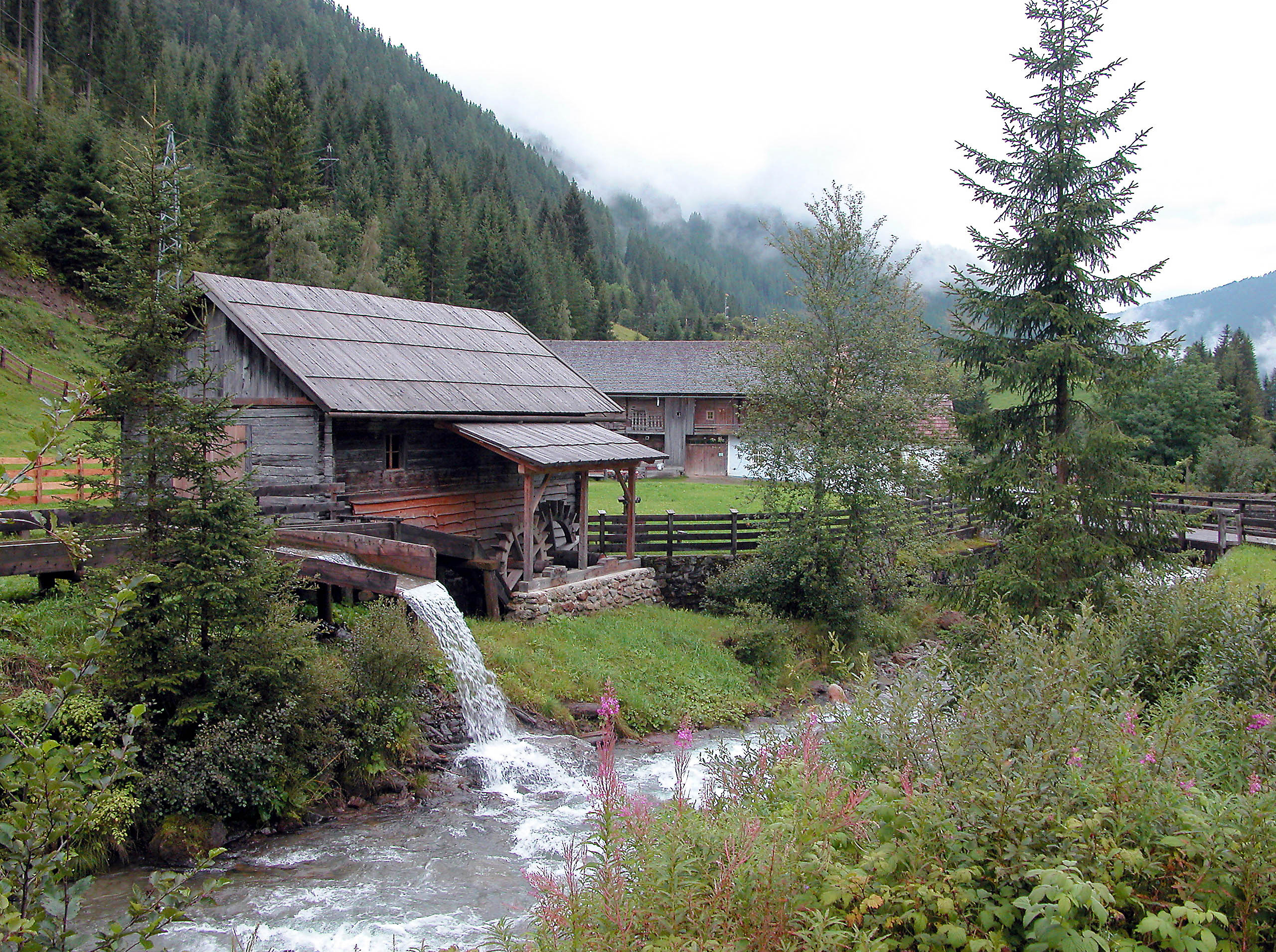
Mühle

Das Mühlrecht am Wurzerhof wurde 1628 archivarisch festgehalten. 1867 wurde die Mühle durch ein Hochwasser zerstört und als Dreifachmühle wiedererrichtet. Früher wurde rund um den Wurzerhof Speise- und Futtergetreide angebaut und in der Dreifachmühle gemahlen und im Gerstenstampf gestampft. Der Wasserzulauf erfolgte ursprünglich auf drei unterschlächtige Wasserräder. Der erste Antrieb der Dreifachmühle diente dem Malen von Speisemehl, der zweite Antrieb dem Malen von Futtermitteln und der dritte Antrieb zum Stampfen von Gerste. 1955 zerstörte ein Hochwasser die Mühle, wobei der Wiederaufbau 1955 elektrifiziert erfolgte. 2000 wurde die Mühle grundlegend restauriert, dabei wurden zwei originale Antriebsräder montiert, eines für das Mahlen von Getreide und das andere für den Gerstenstampf, damit wurde wieder auf Wasserbetrieb umgestellt. Heute (2022) wird Speise- und Futtergetreide in Bio- oder Demeter-Qualität vermahlen.
Die Mahlsteine der Wurzermühle kommen aus einem Steinbruch in Sexten in Südtirol, der dort gebrochene Naturstein ist ein Konglomerat aus Quarz und Schiefer. Die Steine haben unterschiedliche Härten, ein weicher für mildere und mehligere Konsistenz und ein härterer für gröberes Mahlgut. Die Mühlsteine werden vor Ort bei Bedarf mit einem Pill- oder Stockhammer durch das Aushauen von Furchen neu geschärft. Die Mühle beinhaltet auch eine Windmühle, welche das Getreide von Staub, Spreu und Unkraut trennt.